# Marcel Luttik
Marcel Luttik (1972) is een voormalig Nederlands korfballer en huidig korfbalscheidsrechter. Namens Groen Geel fluit hij in de hoogste Nederlandse korfbalcompetitie; de Korfbal League. Hij is 6 maal onderscheiden als Beste Scheidsrechter van Nederland.

## Korfbal League
Luttik fluit sinds de oprichting van de Korfbal League in 2005 op het hoogste niveau korfbal. Met zijn vaste assistent Joeri Kok is hij meervoudig Beste Scheidsrechter geworden.
Ook was hij de scheidsrechter van de Korfbal League finale van 2015, 2017, 2018 en 2025.

## Internationaal
Luttik is ook internationaal scheidsrechter voor het IKF. Zo floot hij onder andere op de Wereldspelen van 2017.

## Prijzen
- 2006, Beste Scheidsrechter
- 2007, Beste Scheidsrechter
- 2015, Beste Scheidsrechter
- 2016, Beste Scheidsrechter
- 2017, Beste Scheidsrechter
- 2024, Beste Scheidsrechter